# Stories We Could Tell
Stories We Could Tell är det 18:e studioalbumet av den amerikanska duon The Everly Brothers, utgivet 1972 på RCA Records. Albumet är producerat av Paul A. Rothchild.
Titellåten skrevs av John Sebastian (som också spelat in den) och albumet spelades in hans hemmastudio.

## Låtlista
1. "All We Really Want To Do" (Bonnie Bramlett/Delaney Bramlett) – 2:22
2. "Breakdown" (Kris Kristofferson) – 3:12
3. "Green River" (Don Everly/Phil Everly) – 4:42
4. "Mandolin Wind" (Rod Stewart) – 3:01
5. "Up In Mabel's Room" (Phil Everly/Terry Slater) – 3:15
6. "Del Rio Dan" (Jeff Kent/Doug Lubahn) – 3:57
7. "Ridin' High" (Dennis Linde) – 2:41
8. "Christmas Eve Can Kill You" (Dennis Linde) – 3:26
9. "Three Armed, Poker-Playin' River Rat" (Dennis Linde) – 2:46
10. "I'm Tired Of Singing My Song In Las Vegas" (Dennis Linde) – 3:14
11. "The Brand New Tennessee Waltz" (Jesse Winchester) – 3:11
12. "Stories We Could Tell" (John Sebastian) – 3:19